# Kowary
Kowary [kɔˈvarɨ], tyska: Schmiedeberg im Riesengebirge, är en stad i sydvästra Polen och den största staden i distriktet Powiat jeleniogórski i södra delen av Nedre Schlesiens vojvodskap. Staden ligger vid foten av Karkonoszebergen intill gränsen mot Tjeckien och utgör administrativt en stadskommun, med 11 479 invånare i juni 2014.

## Geografi
Staden ligger vid floden Jedlica, vid den norra foten av bergskedjan Karkonosze (Riesengebirge), nordöst om bergskedjans högsta berg Śnieżka. Stadskommunen gränsar i söder direkt till Tjeckien.

## Historia
Järnmalmsbrytning i området finns belagd sedan 1100-talet, och gruvarbetare från trakten deltog i Slaget vid Liegnitz mot den mongoliska armén 1241. Det kan också antas att bosättningar fanns i området vid denna tid. Orten Schmiedeberg omnämns först i källor från 1355 och låg då i det schlesiska hertigdömet Schweidnitz. Efter hertigen Bolko II:s död 1368 och hans änkas Agnes von Habsburgs död 1392 tillföll hertigdömet och staden kungariket Böhmen. Staden gavs stadsrättigheter av Vladislav II av Böhmen och Ungern 1513 och blev tillsammans med kungariket Böhmen 1526 del av de habsburgska arvländerna. Fram till trettioåriga kriget var stadens huvudsakliga näring järnbrytning och tillverkning av handeldvapen, men efter trettioåriga krigets förödelse och en översvämning av järngruvan som ledde till att produktionen lades ned, kom staden under 1700-talet att istället få väverier som huvudsaklig industri.
Staden tillföll kungariket Preussen efter Österrikiska tronföljdskriget 1742, tillsammans med större delen av Schlesien. Schmiedeberg låg efter de preussiska administrativa reformerna 1815 i regeringsområdet Liegnitz i provinsen Schlesien. Staden hade 5 945 invånare år 1910 och var då en klimatisk kurort.
Schmiedeberg var berömt för sina järnvaror och linnevävnader samt hade matt-, siden- och linnefabriker samt stor tillverkning av porslinsarbeten (isolatorer, fläsk-proppar m. m.) och kirurgiska instrument. Efter det tyska nederlaget i andra världskriget 1945 tillföll staden Polen och den tyska befolkningen fördrevs. Staden döptes i samband med krigsslutet officiellt om till det nuvarande namnet Kowary av de polska myndigheterna.